# Port lotniczy Arly
Port lotniczy Arly – port lotniczy położony w Arly, w Burkinie Faso.